# Saidou Diallo
Pour les articles homonymes, voir Diallo.
Saidou Diallo, né le 6 juin 1944 à Porédaka (Mamou), est un haut fonctionnaire et homme d'État guinéen. 

## Biographie
Issu d'une famille peule, Saidou Diallo naît le 6 juin 1944 à Porédaka dans la préfecture de Mamou. Il est le fils de l'imam Elhadj Mamadou Sadio Diallo et de Hadja Kadé Djèlè Diallo.
Ancien Directeur Général de la caisse nationale de sécurité sociale, il est nommé le 28 mars 2007 Ministre du Contrôle économique et financier, Ethique et transparence au sein du gouvernement Kouyaté.